# Falcata
Con il termine falcata si indica il movimento compiuto dalle gambe dal momento in cui il piede lascia il contatto con il suolo e lo riacquista, di notevole importanza durante una prova a livello agonistico di atletica leggera.

## Fasi
Si riscontrano alcune fasi nella realizzazione della falcata:
1. ammortizzazione
2. impulso
3. sospensione

## Fattori
Elementi che variano l'andatura sono 'elevazione dei ginocchi e la posizione del bacino rispetto al suolo.
La sua efficacia dipende da due fattori:
1. frequenza
2. ampiezza

All'aumentare di uno corrisponde una diminuzione dell'altro.
Considerando una corsa di 100 metri , la frequenza è maggiore nei primi 15 e 20 metri ,  la velocità intorno ai 40 e l'l'ampiezza negli ultimi metri. Si è calcolato la differenza fra una normale falcata e quella dei professionisti durante le corse arriva anche ai 21 cm .
Più la distanza è grande, più la falcata del corridore tende a diventare radente. Fra gli atleti che si evidenziarono in tal senso vi fu Alberto Juantorena, vincitore dei 400 e 800 metri alle olimpiadi estive di  Montréal 1976.